# Grøften
Grøften er en kendt restaurant i Tivoli i København. Restauranten åbnede i 1874 under navnet Teatercafeen, men skiftede hurtigt navn i folkemunde til det jævne Grøften. Fremskridtspartiet blev stiftet her i 1972.
Restauranten fik en del omtale, da politikeren Morten Messerschmidt i beruset tilstand angiveligt skulle have hyldet Hitler, heilet og sunget nazistiske sange i 2007. Sagen blev bragt frem af B.T..